# Microsoft Gadget
Ein Microsoft Gadget ist ein Miniprogramm (Widget), das auf dem Desktop unter Windows Vista und Windows 7 angezeigt werden kann. Gadgets können frei auf dem Desktop oder in einer Sidebar, die in Windows 7 wegfiel, platziert werden. Die geöffneten, aktiven Minianwendungen erscheinen nicht wie sonst üblich in der Taskleiste von Windows.
Mit Windows 8 wurden die Funktion von Microsoft eingestellt, da das Unternehmen systembedingt eine erhebliche Gefährdung sah. Als Ersatz wurden Windows-Apps eingeführt.

## Arten von Gadgets
- Minianwendung oder Sidebargadget (enthalten in Windows Vista und Windows 7)
- Webgadets (z. B. Newsticker auf Webseiten u. a.)
- Windows-SideShow-Anwendungen (ermöglichen Zusatzfunktionen auf anderen externen Monitoren, Fernsehern, Mobiltelefonen, PDAs usw.)

| vorinstalliert bei Windows Vista und Windows 7        | |
| Name der Minianwendung                                | Beschreibung                                                                                       |
| ----------------------------------------------------- | -------------------------------------------------------------------------------------------------- |
| Aktien (ist nur in Windows Vista enthalten)           | Aktienticker übers Internet                                                                        |
| Bilderpuzzle                                          | kleines Spiel                                                                                      |
| CPU-Nutzung                                           | zeigt die Auslastung von CPU und RAM an                                                            |
| Diashow                                               | zeigt eine Bildershow an                                                                           |
| Feedschlagzeilen                                      | Newsticker übers Internet                                                                          |
| Kalender                                              | klassischer, kleiner Kalender                                                                      |
| Kontakte (ist nur in Windows Vista enthalten)         | zeigt E-Mail-Adressen an                                                                           |
| Notizen (ist nur in Windows Vista enthalten)          | gelber Zettel                                                                                      |
| Uhr                                                   | eine analoge Uhr                                                                                   |
| Währungsrechner                                       | rechnet Währungen um                                                                               |
| Wetter                                                | zeigt einen eintägigen, dreitägigen oder zehntägigen Wetterbericht an, für fast alle Orte weltweit |
| Windows Media Center (ist nur in Windows 7 enthalten) | für schnellen Zugriff auf das Windows Media Center                                                 |

Das Programm Kurznotizen, welches in Windows 7 enthalten ist, zählt nicht zu den Minianwendungen, weil es nicht auf dem Desktop verankert werden kann und als geöffnetes Programm in der Taskleiste erscheint.
Weitere Minianwendungen (z. B. Nachrichtenticker, kleine Spiele, Überwachungstools für Computer usw.) können bei Microsoft und anderen Anbietern im Internet meist kostenlos heruntergeladen werden.
Als Programmiersprachen kommen JavaScript und HTML zum Einsatz.
Die Minianwendungsgalerie-Website wurde aufgrund des Windows 8 App-Angebots geschlossen.
Microsoft gab auch bekannt, dass die Sidebar und die Gadgets aufgrund einer Sicherheitslücke eingestellt wird.
Auf anderen Websites gibt es weiterhin Gadgets.